# Preko svake mjere (1996.)
Preko svake mjere je američki neo-noir kriminalistički triler iz 1996., koji su napisali i režirali Lana i Lilly Wachowski. Violet (Jennifer Tilly), koja žudi za tim da pobjegne iz veze s mafijašem Caesarom (Joe Pantoliano), ulazi u tajnu vezu s privlačnom bivšom robijašicom Corky (Gina Gershon), te dvije žene smisle plan kako da ukradu 2 milijuna dolara mafijaškog novca.
Preko svake mjere je filmski debi redatelja Wachowski, mračna priča puna seksa i nasilja za koju ih je inspirirao Billy Wilder. Film koji je financirao Dino De Laurentiis napravljen je malim budžetom zahvaljujući štedljivim članovima ekipe, uključujući snimatelja Billa Popea. Redatelji su se na početku borili da angažiraju lezbijske likove Violet i Corky prije nego što su dobili Tilly i Gershon. Za koreografiju scena seksa angažirali su "instruktoricu seksa" Susie Bright, koja ima i malu ulogu u filmu.
Preko svake mjere je dobio pozitivne kritike filmskih kritičara koji su hvalili humor i stil redatelja, a također realistični prikaz lezbijske veze u srednjostrujaškom filmu. Protivnici filma su kritizirali pretjerano nasilje i površnost radnje. Film je osvojio nekoliko festivalskih nagrada.